# Pithapuram
Pithapuram es una ciudad y  municipio situada en el distrito de Godavari Este en el estado de Andhra Pradesh (India). Su población es de 54859 habitantes (2011). Se encuentra a 7 km de Kakinada y a 182 km de Vijayawada. 

## Demografía
Según el censo de 2011 la población de Pithapuram era de 54859 habitantes, de los cuales 27163 eran hombres y 26696 eran mujeres. Pithapuram tiene una tasa media de alfabetización del 74,7%, superior a la media estatal del 67,02%. 